# Hatfield House
Hatfield House es una casa de campo y un monumento clasificado como de Grado I, situado en medio de un gran parque, al este de la ciudad de Hatfield, en el condado de Hertfordshire, en Inglaterra. La casa actual, de estilo jacobino, es un ejemplo destacado de casa de los prodigios. Fue construida en 1611 por Robert Cecil, I conde de Salisbury y ministro del rey Jacobo I. No obstante, aún conserva partes que han sobrevivido de un palacio anterior. Desde 1611 ha sido la residencia de la familia Cecil y en la actualidad está ocupada por Robert Gascoyne-Cecil, séptimo marqués de Salisbury, si bien una parte de la mansión está abierta al público.
En sus terrenos hay un árbol, el llamado Roble de Isabel I (Queen Elizabeth's Oak), que sería el lugar donde, según la tradición, Isabel I se enteró de que se había convertido en reina.

## Historia reciente
En el mismo sitio en el que se levanta la actual casa de campo, hubo anteriormente un edificio, el palacio real de Hatfield. En ese palacio, del que solo queda una parte a poca distancia de la casa actual,  fue donde se crio y la residencia favorita de la reina Isabel I. Había sido construido en 1497 por el obispo de Ely, John Cardinal Morton ministro de Enrique VIII, y comprendía un rectángulo con cuatro alas que rodeaban un patio interior. El palacio fue incautado por Enrique VIII junto con otras propiedades de la iglesia.

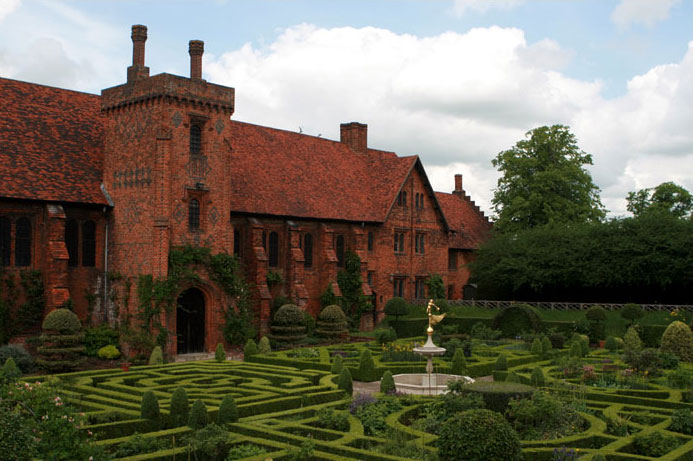
El antiguo palacio de "Hatfield House" con un jardín de nudo.

Los hijos de Enrique VIII, Eduardo e Isabel, pasaron su juventud en el palacio de Hatfield. En 1548, cuando sólo tenía 15 años, se sospechó que Isabel había aceptado de manera ilegal casarse con Thomas Seymour. La casa y los criados fueron encerrados por el agente del rey Eduardo VI, Robert Tyrwhit, e Isabel fue interrogada allí. Ella se defendió exitosamente con ingenio y desobediencia. Seymour fue ejecutado en 1549 por otros crímenes contra la Corona. Tras haber pasado dos meses encerrada en la torre de Londres por su hermana, la reina María I, Isabel volvió a Hatfield. Se dice que fue en el largo de la finca donde se enteró de que era reina tras la muerte de su hermana. En noviembre de 1558, Isabel realizó su primer Consejo de Estado en el Gran Salón de Hatfield.
Al sucesor de Isabel I, Jacobo I, no le gustaba demasiado el palacio y se lo cedió al primer ministro de Isabel Robert Cecil, primer conde de Salisbury, a cambio del palacio de Theobalds, que era la casa de la familia Cecil. Cecil derribó tres de las alas del palacio en 1608 y usó los ladrillos para construir la edificación actual.
El tercer marqués de Salisbury fue tres veces primer ministro durante los últimos años del reinado de la reina Victoria.
Hatfield House es una de las atracciones favoritas de los turistas porque tiene muchos objetos relacionados con la reina Isabel, incluidos algunos guantes y un par de medias, que se cree que fueron las primeras que hubo en Inglaterra. En la biblioteca se muestra un pergamino en el que aparece la genealogía de la reina Isabel con sus antepasados hasta Adán y Eva. El salón de Mármol muestra el “Retrato Ermine” de Isabel realizado por Nicholas Hilliard.
Las salas de estado muestran importantes cuadros, muebles, tapices y armaduras. La Gran Escalera de madera ricamente tallada y las raras vidrieras de la capilla privada se encuentran entre las características jacobinas más originales.
El videoclip de la canción "Sucker" de los Jonas Brothers se ha grabado allí, al igual que la película "La favorita"